# En Avant de Guingamp 2021-2022 (femminile)
Questa voce raccoglie le informazioni riguardanti la squadra femminile dell'En Avant de Guingamp nelle competizioni ufficiali della stagione 2021-2022.

## Divise e sponsor
La grafica riproponeva l'abbinamento cromatico basato sui colori sociali del club, rosso e nero, adottato dal Guingamp maschile. Main sponsor era Celtigel, quello tecnico, fornitore delle tenute da gioco, Umbro.
| Casa | Trasferta |

## Organigramma societario
Area tecnica
- Allenatore: Frédéric Biancalani
- Vice allenatore: Eric Nicolas
- Preparatore dei portieri: Gwenaël Roucheyrolle
- Preparatore atletico: Gwenaël Roucheyrolle
- Analista video: Tony Ayache

## Rosa
Rosa, ruoli e numeri di maglia come da sito ufficiale, aggiornati all'11 gennaio 2023.
| N. |                    | Ruolo | Calciatrice    |
| -- | ------------------ | ----- | -------------- |
| 1  | Francia (bandiera) | P     | Cindy Perrault |
| 2  | Francia (bandiera) | D     | Manon Revelli  |
| 3  | Francia (bandiera) | D     | Enora Guillois |
| 5  | Francia (bandiera) | D     | Maïwen Renard  |
| 6  | Francia (bandiera) | C     | Sana Daoudi    |
| 7  | Francia (bandiera) | A     | Dialamba Diaby |
| 8  | Francia (bandiera) | D     | Héloïse Mansuy |
| 9  | Francia (bandiera) | A     | Sarah Cambot   |
| 10 | Mali (bandiera)    | C     | Aissata Traoré |
| 11 | Francia (bandiera) | A     | Louise Fleury  |
| 12 | Francia (bandiera) | C     | Anaïs Martin   |

| N. |                     | Ruolo | Calciatrice       |
| -- | ------------------- | ----- | ----------------- |
| 13 | Francia (bandiera)  | C     | Alison Péniguel   |
| 15 | Francia (bandiera)  | A     | Margaux Le Mouël  |
| 17 | Svizzera (bandiera) | C     | Sally Julini      |
| 18 | Francia (bandiera)  | D     | Angel Gurhem      |
| 19 | Francia (bandiera)  | C     | Emmy Jézéquel     |
| 20 | Francia (bandiera)  | C     | Laurie Teinturier |
| 23 | Francia (bandiera)  | C     | Nina Richard      |
| 29 | Francia (bandiera)  | D     | Manon Coquil      |
| 30 | Francia (bandiera)  | P     | Manon Le Page     |
| 33 | Francia (bandiera)  | C     | Jeanne Le Bras    |
| 40 | Francia (bandiera)  | P     | Arzhelenn Dufrien |

## Calciomercato

### Sessione estiva
| Acquisti | Acquisti          | Acquisti        | Acquisti    |
| R.       | Nome              | da              | Modalità    |
| -------- | ----------------- | --------------- | ----------- |
| P        | Cindy Perrault    | Montpellier     | definitivo  |
| D        | Manon Revelli     | Olympique Lione | in prestito |
| C        | Nina Richard      | Friburgo II     | definitivo  |
| C        | Laurie Teinturier | Issy            | definitivo  |

| Cessioni | Cessioni        | Cessioni    | Cessioni   |
| R.       | Nome            | a           | Modalità   |
| -------- | --------------- | ----------- | ---------- |
| P        | Solène Durand   | Digione     | definitivo |
| D        | Fanny Hoarau    | Le Havre    | definitivo |
| D        | Haley Lukas     | Ferencváros | definitivo |
| C        | Anissa Lahmari  | Soyaux      | definitivo |
| C        | Faustine Robert | Montpellier | definitivo |
| C        | Jeannette Yango | Fleury      | definitivo |

### Sessione invernale
| Acquisti | Acquisti     | Acquisti        | Acquisti    |
| R.       | Nome         | da              | Modalità    |
| -------- | ------------ | --------------- | ----------- |
| C        | Sally Julini | Olympique Lione | in prestito |

| Cessioni | Cessioni | Cessioni | Cessioni |
| R.       | Nome     | a        | Modalità |
| -------- | -------- | -------- | -------- |
|          |          |          |          |

## Risultati

### Division 1

#### Girone di andata
| Arbitro: | Victoria Beyer |

|                                                               |           |            |
| Matéo 1’ Corboz 35’ (rig.) Binaté Soumahoro 61’ Ribadeira 63’ | Marcatori | 29’ Daoudi |

| Bétheny 4 settembre 2021, ore 14:30 CEST 2ª giornata | Stade Reims | 0 – 0 referto | Guingamp | Stadio Louis Blériot 2 (176 spett.)\| Arbitro: \| Collin \| |
| Arbitro:                                             | Collin      |               |          |                                                             |

| Arbitro: | Rochebilière |

|                                  |           |            |
| Le Mouël 21’ (rig.) Jézéquel 79’ | Marcatori | 70’ Nicoli |

| Arbitro: | Maïka Vanderstichel |

|                                                    |           |  |
| Malard 3’ Buchanan 48’ Laurent 72’ Van de Donk 86’ | Marcatori |  |

| Arbitro: | Gabrielle Guillot |

|                                                              |           |  |
| Renard 3’ (aut.) Katoto 17’, 40’, 44’ Diallo 82’ Khelifi 87’ | Marcatori |  |

| Arbitro: | Laur |

|            |           |            |
| Daoudi 55’ | Marcatori | 62’ Fourré |

| Arbitro: | Collin |

|                                     |           |  |
| Garbino 13’ Lavogez 39’ Snoeijs 68’ | Marcatori |  |

| Arbitro: | Rochebilière |

|                           |           |                                |
| Renard 57’ Teinturier 65’ | Marcatori | 37’ (rig.) Léger 85’ Bourgouin |

| Arbitro: | Elbour |

|                                                                       |           |                                        |
| Dafeur 8’ Grabowska 34’ Karczewska 60’, 69’ Levasseur 71’ Debever 76’ | Marcatori | 55’ (aut.) Fernandes 88’ (rig.) Traoré |

| Arbitro: | Collin |

|            |           |           |
| Cambot 29’ | Marcatori | 76’ Jésus |

| Arbitro: | Laur |

|                |           |            |
| Oparanozie 19’ | Marcatori | 52’ Mansuy |

#### Girone di ritorno
| Arbitro: | Benmahammed |

|  |           |                           |
|  | Marcatori | 3’ Snoeijs 90+2’ Périsset |

| Arbitro: | Beyer |

|  |           |                         |
|  | Marcatori | 28’ Daoudi 74’ Le Mouël |

| Arbitro: | Emeline Rochebilière |

|                       |           |                                                       |
| Cambot 75’ Fleury 80’ | Marcatori | 21’ Geyoro 28’, 42’ Däbritz 37’, 67’ Katoto 56’ Diani |

| Arbitro: | Gabrielle Guillot |

|                              |           |                                                                 |
| Julini 42’ (rig.) Fleury 79’ | Marcatori | 12’ Corboz 15’ Ribadeira 29’ Matéo 37’ Ould Hocine 69’ Bourdieu |

| Arbitro: | Elbour |

|  |           |               |
|  | Marcatori | 90’ Deslandes |

| Arbitro: | Benmahammed |

|                                                                 |           |  |
| Robert 3’, 60’ Mondésir 10’, 41’ Petermann 28’ Mbakem Niaro 88’ | Marcatori |  |

| Arbitro: | Savina Elbour |

|  |           |                           |
|  | Marcatori | 10’ Macario 37’ Hegerberg |

| Arbitro: | Gerbel |

|          |           |                                      |
| Gago 64’ | Marcatori | 26’ Renard 36’ Cambot 65’ Teinturier |

| Arbitro: | Benmahammed |

|                                         |           |  |
| Traoré 48’ Cambot 68’, 79’ Peniguel 84’ | Marcatori |  |

| Arbitro: | Gerbel |

|                             |           |  |
| Collin-Rougier 66’ Kome 74’ | Marcatori |  |

| Arbitro: | Gonçalves |

|  |           |                                  |
|  | Marcatori | 25’, 83’ Kouassi 90+2’ Grabowska |

### Coppa di Francia
| Arbitro: | Elbour |

|                           |           |            |
| Le Moguedec 1’ Khoury 39’ | Marcatori | 45’ Fleury |

## Statistiche

### Statistiche di squadra
| Competizione     | Punti | In casa | In casa | In casa | In casa | In casa | In casa | In trasferta | In trasferta | In trasferta | In trasferta | In trasferta | In trasferta | Totale | Totale | Totale | Totale | Totale | Totale | DR  |
| Competizione     | Punti | G       | V       | N       | P       | Gf      | Gs      | G            | V            | N            | P            | Gf           | Gs           | G      | V      | N      | P      | Gf     | Gs     | DR  |
| ---------------- | ----- | ------- | ------- | ------- | ------- | ------- | ------- | ------------ | ------------ | ------------ | ------------ | ------------ | ------------ | ------ | ------ | ------ | ------ | ------ | ------ | --- |
| Division 1       | 17    | 11      | 2       | 3       | 6       | 14      | 24      | 11           | 2            | 2            | 7            | 9            | 33           | 22     | 4      | 5      | 13     | 23     | 57     | -34 |
| Coppa di Francia | -     | -       | -       | -       | -       | -       | -       | 1            | 0            | 0            | 1            | 1            | 2            | 1      | 0      | 0      | 1      | 1      | 2      | -1  |
| Totale           | -     | 11      | 2       | 3       | 6       | 14      | 24      | 12           | 2            | 2            | 8            | 10           | 35           | 23     | 4      | 5      | 14     | 24     | 59     | -35 |

### Andamento in campionato
| Giornata  | 1  | 2 | 3 | 4 | 5 | 6 | 7 | 8 | 9  | 10 | 11 | 12 | 13 | 14 | 15 | 16 | 17 | 18 | 19 | 20 | 21 | 22 |
| --------- | -- | - | - | - | - | - | - | - | -- | -- | -- | -- | -- | -- | -- | -- | -- | -- | -- | -- | -- | -- |
| Luogo     | T  | T | C | T | T | C | T | C | T  | C  | T  | C  | T  | C  | C  | C  | T  | C  | T  | C  | T  | C  |
| Risultato | P  | N | V | P | P | N | P | N | P  | N  | N  | P  | V  | P  | P  | P  | P  | P  | V  | V  | P  | P  |
| Posizione | 10 | 8 | 5 | 8 | 9 | 9 | 9 | 9 | 10 | 10 | 9  | 9  | 9  | 9  | 9  | 9  | 10 | 10 | 9  | 8  | 8  | 8  |

Legenda:

Luogo: C = Casa; T = Trasferta. Risultato: V = Vittoria; N = Pareggio; P = Sconfitta.

### Statistiche delle giocatrici
| Giocatore     | Division 1 | Division 1 | Division 1  | Division 1 | Coppa di Francia | Coppa di Francia | Coppa di Francia | Coppa di Francia | Totale   | Totale | Totale      | Totale     |
| Giocatore     | Presenze   | Reti       | Ammonizioni | Espulsioni | Presenze         | Reti             | Ammonizioni      | Espulsioni       | Presenze | Reti   | Ammonizioni | Espulsioni |
| ------------- | ---------- | ---------- | ----------- | ---------- | ---------------- | ---------------- | ---------------- | ---------------- | -------- | ------ | ----------- | ---------- |
| S. Blouin     | 1          | 0          | 0           | 0          | -                | -                | -                | -                | 1        | 0      | 0           | 0          |
| S. Cambot     | 22         | 5          | 2           | 0          | -                | -                | -                | -                | 22       | 5      | 2           | 0          |
| M. Coquil     | 5          | 0          | 0           | 0          | 0                | 0                | 0                | 0                | 5        | 0      | 0           | 0          |
| S. Daoudi     | 21         | 3          | 6           | 0          | -                | -                | -                | -                | 21       | 3      | 6           | 0          |
| D. Diaby      | 15         | 0          | 2           | 0          | -                | -                | -                | -                | 15       | 0      | 2           | 0          |
| A. Dufrien    | 2          | -3         | 0           | 0          | -                | -                | -                | -                | 2        | -3     | 0           | 0          |
| P. Edosa      | 1          | 0          | 0           | 0          | -                | -                | -                | -                | 1        | 0      | 0           | 0          |
| L. Fleury     | 18         | 2          | 0           | 0          | 1                | 1                | 0                | 0                | 19       | 3      | 0           | 0          |
| E. Guillois   | 17         | 0          | 1           | 0          | 1                | 0                | 0                | 0                | 18       | 0      | 1           | 0          |
| A. Gurhem     | 5          | 0          | 0           | 0          | 1                | 0                | 0                | 0                | 6        | 0      | 0           | 0          |
| E. Jézéquel   | 21         | 1          | 1           | 0          | 1                | 0                | 0                | 0                | 22       | 1      | 1           | 0          |
| S. Julini     | 10         | 1          | 1           | 0          | 1                | 0                | 0                | 0                | 11       | 1      | 1           | 0          |
| J. Le Bras    | 1          | 0          | 0           | 0          | -                | -                | -                | -                | 1        | 0      | 0           | 0          |
| M. Le Campion | 0          | 0          | 0           | 0          | -                | -                | -                | -                | 0        | 0      | 0           | 0          |
| M. Le Mouël   | 22         | 2          | 1           | 0          | 1                | 0                | 0                | 0                | 23       | 2      | 1           | 0          |
| M. Le Page    | 3          | -11        | 1           | 0          | 0                | 0                | 0                | 0                | 3        | -11    | 1           | 0          |
| H. Mansuy     | 20         | 1          | 4           | 0          | -                | -                | -                | -                | 20       | 1      | 4           | 0          |
| A. Martin     | 2          | 0          | 0           | 0          | 1                | 0                | 0                | 0                | 3        | 0      | 0           | 0          |
| W. Pacaud     | 2          | 0          | 0           | 0          | -                | -                | -                | -                | 2        | 0      | 0           | 0          |
| A. Peniguel   | 17         | 1          | 1           | 0          | 1                | 0                | 0                | 0                | 18       | 1      | 1           | 0          |
| C. Perrault   | 19         | -43        | 0           | 0          | 1                | -2               | 0                | 0                | 20       | -45    | 0           | 0          |
| M. Renard     | 16         | 2          | 4           | 0          | 1                | 0                | 1                | 0                | 17       | 2      | 5           | 0          |
| M. Revelli    | 20         | 0          | 2           | 0          | 1                | 0                | 0                | 0                | 21       | 0      | 2           | 0          |
| N. Richard    | 19         | 0          | 0           | 0          | 1                | 0                | 1                | 0                | 20       | 0      | 1           | 0          |
| L. Teinturier | 16         | 2          | 0           | 0          | 1                | 0                | 0                | 0                | 17       | 2      | 0           | 0          |
| A. Traoré     | 21         | 2          | 6           | 0          | -                | -                | -                | -                | 21       | 2      | 6           | 0          |